# 2021年以色列總統選舉
2021年以色列總統選舉是在2021年6月2日舉行的以色列總統間接選舉，也是第十七次以色列總統選舉。以色列總統由以色列議會議員選出，現時總統的任期為七年，不能連任。現任總統鲁文·里夫林自2014年7月24日就職。最終伊萨克·赫尔佐克獲得87張支持票當選以色列第11任總統，將於7月9日就任總統。